# Nurse Witch Komugi-chan
Nurse Witch Komugi (яп. ナースウィッチ小麦ちゃんマジカルて На:су Витти Комуги-тян Мадзикару Тэ) — OVA-сериал, состоящий из пяти серий (если считать серию 2,5, то из шести серий). Позднее было выпущено продолжение — Nurse Witch Komugi-Chan Magikarte Z.

## Сюжет
Аниме является пародией на аниме-сериал Soul Taker, на BlackJack и  на жанр махо-сёдзё. Основным персонажем является Комуги Накахара, косплейный кумир, превращающаяся в магическую медсестру Комуги для борьбы с магическим вирусом Энглер.

## Персонажи
- Накахара Комуги

17-летняя косплейная кумирша, работающая в «Кири-продактс». После того, как волшебница Майя дала ей силу, Комуги превратилась в магическую медсестру, и вместе с кроликом Мугимару противостоит злобному вирусу.
- Президент Юи

Президент компании «Кири-продактс», которая по виду довольно милая, но очень страшна в гневе. Также очень волнуется за всех своих подопечных.
- Коёри

Одноклассница Комуги, а также её лучшая подруга. Коёри, сама того не зная, служит вирусу Энглер и может превращаться в магическую горничную.

## Музыкальные композиции
- Харуко Момои — Ai no MEDISUN (открывающая)
- Харуко Момои — Otome no Mahou de Ponde Ke Wa (1-я закрывающая)
- Харуко Момои — three (2-я закрывающая)